# مايكل بوسنر
مايكل بوسنر (/ˈpoʊznər/ ؛ من مواليد 12 سبتمبر 1936) (بالإنجليزية: Michael Posner) هو عالم نفس أمريكي باحث في مجال الانتباه، ومحرر للعديد من المجموعات المعرفية وعلم الأعصاب، وهو أستاذ علم النفس في جامعة أوريغون (قسم علم النفس، معهد العلوم الإدراكية واتخاذ القرار)، وأستاذ مساعد في كلية طب ويل في نيويورك (معهد ساكلر). حل بوسنر في المرتبة 56 في أفضل علماء النفس في القرن العشرين في تقرير عام 2002.

## حياته العلمية والمهنية
حصل بوسنر على درجة البكالوريوس في الفيزياء في عام 1957، وحصل على درجة الماجستير في علم النفس من جامعة واشنطن في سياتل بواشنطن في عام 1959، وحصل على درجة الدكتوراه في علم النفس من جامعة ميشيغان في آن أربر، ميتشيغان في عام 1962.
انضم بوسنر إلى هيئة التدريس في جامعة ويسكونسن-ماديسون كأستاذ مساعد في علم النفس، في عام 1968 انضم إلى هيئة التدريس في جامعة أوريغون في يوجين، أوريغون كأستاذ مشارك في علم النفس، تقاعد من التدريس في ولاية أوريغون عام 2000 بدرجة أستاذ، في عام 2003 أسس بوسنر مبادرة الدماغ والبيولوجيا والآلة في جامعة أوريغون وأصبح منسقًا لها.
درس بوسنر دور الانتباه في المهام البشرية عالية المستوى مثل البحث المرئي والقراءة ومعالجة الأرقام، في الآونة الأخيرة قام بالتحقيق في تطوير شبكات الانتباه عند الرضع والأطفال الصغار، عمل اختبارًا لقدرة الفرد على أداء تغيير الانتباه ويحمل اسمه «إشارة بوسنر».
في كتاب استكشافات كرونومترية للعقل (Chronometric Explorations of Mind) الذي نُشر عام 1976، طبق بوسنر طريقة الطرح التي اقترحها فرانسيسك دوندرز قبل 110 سنة لدراسة العديد من الوظائف المعرفية مثل الانتباه والذاكرة، تعتمد طريقة الطرح على افتراض أن العمليات العقلية يمكن قياسها عن طريق تحليل المهام المعرفية المعقدة في تسلسل مهام أبسط، تفترض الطريقة أن تأثير كل عملية ذهنية هو تأثير إضافي وأنه من الممكن عزل تأثير عملية ذهنية واحدة من خلال مقارنة مهمتين تختلفان فقط من خلال وجود أو عدم وجود تلك العملية العقلية.
طبق بوسنر نفس مبدأ الطرح لدراسة شبكات الانتباه باستخدام التصوير المقطعي بالإصدار البوزيتروني (PET)، وهي تقنية تصوير عصبي تنتج خرائط وظيفية ثلاثية الأبعاد للدماغ، نُشر مع ماركوس رايشل في عام 1994، حقق بوسنر في توطين الدماغ للوظائف المعرفية من خلال النظر في أنماط تنشيط الدماغ في المهام المعرفية الأكثر تعقيدًا بشكل تدريجي. فاز عام 2001 بجائزة جامعة لويزفيل جراويمير لعلم النفس، مع ماركوس رايشل وستيفن بيترسن.
نشرت جمعية علم النفس الأمريكية في عام 2005 مجلدًا تكريمًا لعمل بوسنر، كما ذكر ستيفن كيلي وأولريش ماير في ذلك المجلد، «في مايو 2003 اجتمع 10 متحدثين وجمهور كبير في جامعة أوريغون في يوجين للإشادة بالمساهمات المؤثرة للغاية التي قدمها مايكل بوسنر في تخصصات علم النفس وعلم الأعصاب الإدراكي».

## الجوائز
لدى بوسنر زمالة في جمعية علم النفس الأمريكية، وجمعية العلوم النفسية، وجمعية العلوم المعرفية، وجمعية علماء النفس التجريبيين، والأكاديمية الأمريكية للفنون والعلوم، والجمعية الأمريكية لتقدم العلوم.
منحت مؤسسة جون سايمون جوجنهايم التذكارية بوسنر زمالة غوغنهايم للفترة 1979-1980. انتخب بوسنر في الأكاديمية الوطنية للعلوم في عام 2011.
في عام 2008 حصل بوسنر على قلادة العلوم الوطنية. جاء في الاقتباس «لتطبيقه المبتكر للتكنولوجيا لفهم وظائف الدماغ، ونمذجه الدقيق والدقيق للمهام الوظيفية، وتطويره للأدوات المنهجية والمفاهيمية للمساعدة في فهم العقل وتنمية شبكات الانتباه في الدماغ».
كرمت الأكاديمية الوطنية للعلوم بوسنر في عام 2012، بجائزة جون كارتي «للمساهمات البارزة في فهم الاهتمام المكاني ولإجراء تحقيقات رائدة في الأساس العصبي للإدراك باستخدام أساليب التصوير الوظيفي للدماغ». انتخب في عام 2014 زميلًا مراسلًا للأكاديمية البريطانية.

## منشورات مختارة
- Posner، Michael I. (1976). Chronometric Explorations of Mind. Hillsdale, N.J: Lawrence Erlbaum Associates.
- Posner، Michael I.؛ Raichle, ME (1994). Images of Mind. Scientific American Books. ISBN:9780716750451.
- Posner، Michael I.؛ Rothbart، Mary K؛ Tang، Yiyuan (1 سبتمبر 2013). "Developing self-regulation in early childhood". Trends in Neuroscience and Education. ج. 2 ع. 3–4: 107–110. DOI:10.1016/j.tine.2013.09.001. ISSN:2211-9493. PMID:24563845. {{استشهاد بدورية محكمة}}: الوسيط غير المعروف |PMCID= تم تجاهله يقترح استخدام |pmc= (مساعدة)
- Posner، Michael I. (1980). "Orienting of attention (The 7th Sir F.C. Bartlett Lecture)". Quarterly Journal of Experimental Psychology. ج. 32 ع. 1: 3–25. DOI:10.1080/00335558008248231. PMID:7367577. مؤرشف من الأصل في 2023-06-04. اطلع عليه بتاريخ 2021-02-15.
- Posner، Michael I.؛ Petersen، Steven E. (1990). "The attention system of the human brain". Annual Review of Neuroscience. ج. 13 ع. 1: 25–42. DOI:10.1146/annurev.ne.13.030190.000325. PMID:2183676. مؤرشف من الأصل في 2023-06-04. اطلع عليه بتاريخ 2021-02-15.

## روابط خارجية
- موقع بوسنر
- منشورات مايكل بوسنر منشورات مفهرسة من قبل جوجل سكولار